# غومشيو (لعبة فيديو)
غومشيو (بالإنجليزية: Gumshoe)‏ ، هي لعبة إلكترونية من نوع التصويب، صدرت عام 1986م في الولايات المتحدة، وسنة 1988 في أوروبا.

## مهمة اللعبة
أن بطل اللعبة هو مصوب على الشاشة أن يحمي المخبر والمحقق للشرطة الجنائية من الفخاخ التي يقوم بها الأعداء.

## مصدر
1. ↑  JC, Anthony. The Nintendo Development Structure N-Sider Retrieved on 2008-03-13 نسخة محفوظة 19 سبتمبر 2015 على موقع واي باك مشين. [وصلة مكسورة]

## وصلات خارجية
- Gumshoe guide في موقع ستراتيجي ويكي
- Gumshoe على موبي غيمز
- Gumshoe at NinDB